# Ochrosia hexandra
Ochrosia hexandra là một loài thực vật có hoa trong họ La bố ma. Loài này được Koidz. mô tả khoa học đầu tiên năm 1918.